# 21 gram
21 gram (engelska: 21 Grams) är en amerikansk långfilm från 2003 i regi av Alejandro González Iñárritu. De framträdande rollerna spelas av Sean Penn, Naomi Watts och Benicio del Toro.
Filmen hade världspremiär den 5 september 2003 vid filmfestivalen i Venedig och svensk premiär den 24 januari 2004 vid Göteborgs filmfestival, åldersgränsen är 11 år.

## Handling
Scenerna kommer inte i kronologisk ordning. Vi får följa tre familjers liv. Paul Rivers (Sean Penn) är hjärtsjuk och behöver ett nytt hjärta om han inte ska dö snart. Hans fru vill att de skaffar barn, via insemination om det inte går på annat sätt.
Jack Jordan (Benicio del Toro) är en f.d. kriminell och straffad, som blivit kristen och försöker leva ett vanligt liv med sin fru och sina barn.
Christina Peck (Naomi Watts) är en lycklig hemmafru och har två döttrar.
Dessa tre personers liv kommer att föras ihop genom en tragedi.

## Rollista
- Sean Penn – Paul Rivers
- Naomi Watts – Cristina Peck
- Benicio del Toro – Jack Jordan
- Charlotte Gainsbourg – Mary Rivers
- Danny Huston – Michael
- John Rubinstein – gynekologen
- Clea DuVall – Claudia
- Eddie Marsan – prästen John
- Melissa Leo – Marianne Jordan
- Marc Thomas Musso – Freddy
- Paul Calderón – Brown
- Denis O'Hare – Dr. Rothberg
- Kevin Chapman – Alan
- Lew Temple – County Sheriff
- Carly Nahon – Cathy

## Produktion
Filmen är inspelad i Memphis, Tennessee samt i Albuquerque, Grants, Milan, Moriarty och Zia Pueblo i New Mexico.